# Perlinodes aureus
Perlinodes aureus is een steenvlieg uit de familie Perlodidae. De wetenschappelijke naam van de soort is voor het eerst geldig gepubliceerd in 1917 door Smith.